# Ciclismo ai Giochi della XXXIII Olimpiade - Velocità a squadre maschile
Le gare di velocità a squadre maschile ai Giochi della XXXIII Olimpiade di Parigi si sono svolte dal 5 al 6 agosto 2024 presso il Velodromo di Saint-Quentin-en-Yvelines di Montigny-le-Bretonneux. Alla competizione hanno preso parte 25 atleti in rappresentanza di 8 nazioni.
La squadra olandese, composta da Jeffrey Hoogland, Harrie Lavreysen e Roy van den Berg ha difeso il titolo olimpico, vincendo la competizione, mentre la squadra britannica e quella australiana hanno ottenuto rispettivamente la medaglia d'argento e di bronzo.

## Qualificazioni
Per le gare di ciclismo su pista delle Olimpiadi di Parigi 2024 erano disponibili 190 posti, con una egual divisione tra uomini e donne. Ogni CON aveva la possibilità di far qualificare un massimo di quattordici atleti, con una specifica divisione in base al tipo di evento.
Tutte le quote sono state attribuite sulla base dei punteggi ottenuti nell'UCI Track Olympic Ranking nel periodo 2022-2024. La classifica UCI Track Olympic 2022-2024 sarà data dal totale dei punti guadagnati nelle ultime due edizioni dei rispettivi Campionati Continentali, negli UCI Track Nations Cup nelle stagioni 2023 e 2024 e ai Campionati Mondiali su pista UCI del 2023.

## Formato di gara e regolamento
La gara di velocità a squadre maschile consiste in una gara di tre giri (750 m) tra due squadre di tre ciclisti ciascuna, le quali partono da lati opposti della pista. Ogni membro deve fare da guida per uno dei giri. Il tempo della squadra viene misurato in base al traguardo tagliato dall'ultimo ciclista. In caso di parità, spareggerà il miglior tempo sull'ultimo giro di pista.
La competizione si svolge in tre turni:
- Qualificazioni: nelle qualificazioni le squadre scendono in pista a due a due per stabilire, analogamente ad una comune gara a cronometro, il loro tempo di qualifica.
- Semifinale: gli incontri si basano sulle classifiche dei tempi di qualificazione delle squadre: n. 1 contro 8, n. 2 contro 7, n. 3 contro 6 e n. 4 contro 5.
- Finale: le due squadre più veloci delle semifinali, avanzano alla corsa per la medaglia d'oro, mentre le due successive competono per il bronzo. Ci saranno anche la finale per il 5º-6º posto e quella per il 7º-8º posto.[9][10]

## Record
Prima della competizione il record del mondo e il record olimpico erano i seguenti:
| Record          | Record | Record      | Record                             |
| --------------- | ------ | ----------- | ---------------------------------- |
| Record mondiale | 41"225 | Paesi Bassi | 26 febbraio 2020 Berlino, Germania |
| Record olimpico | 41"431 | Paesi Bassi | 3 agosto 2021 Tokyo, Giappone      |

## Partecipanti
| Nazione       | Ciclisti                                                           | Note                                                                                      |
| ------------- | ------------------------------------------------------------------ | ----------------------------------------------------------------------------------------- |
| Australia     | Matthew Glaetzer Leigh Hoffman Matthew Richardson                  |                                                                                           |
| Canada        | James Hedgcock Tyler Rorke Nick Wammes                             |                                                                                           |
| Cina          | Guo Shuai Liu Qi Zhou Yu                                           |                                                                                           |
| Francia       | Florian Grengbo Rayan Helal Sébastien Vigier                       |                                                                                           |
| Germania      | Stefan Bötticher (S) Maximilian Dörnbach Nik Schröter Luca Spiegel | S: Stefan Bötticher è stato sostituito da Nik Schröter prima dell'inizio del primo turno. |
| Giappone      | Yoshitaku Nagasako Nakano Shinji (R) Yuta Obara Kaiya Ota          |                                                                                           |
| Gran Bretagna | Jack Carlin Ed Lowe Hamish Turnbull                                |                                                                                           |
| Paesi Bassi   | Jeffrey Hoogland Harrie Lavreysen Roy van den Berg                 |                                                                                           |
| Fonte:        |                                                                    |                                                                                           |

## Programma
| Data          | Ora (UTC+2) | Turno          |
| ------------- | ----------- | -------------- |
| 5 agosto 2024 | 19:09       | Qualificazioni |
| 6 agosto 2024 | 18:59       | Primo turno    |
| 6 agosto 2024 | 19:55       | Finali         |
| Fonte:        |             |                |

## Risultati

### Qualificazioni
| Pos.   | Nazione                                                        | Tempo  | Gap    | Note            |
| ------ | -------------------------------------------------------------- | ------ | ------ | --------------- |
| 1      | Paesi Bassi Roy van den Berg Harrie Lavreysen Jeffrey Hoogland | 41.279 |        | Record olimpico |
| 2      | Gran Bretagna Ed Lowe Hamish Turnbull Jack Carlin              | 41.862 | +0.583 |                 |
| 3      | Australia Leigh Hoffman Matthew Richardson Matthew Glaetzer    | 42.072 | +0.793 |                 |
| 4      | Giappone Yoshitaku Nagasako Kaiya Ota Yuta Obara               | 42.174 | +0.895 |                 |
| 5      | Francia Florian Grengbo Sébastien Vigier Rayan Helal           | 42.267 | +0.988 |                 |
| 6      | Cina Guo Shuai Zhou Yu Liu Qi                                  | 42.606 | +1.327 |                 |
| 7      | Germania Luca Spiegel Stefan Bötticher Maximilian Dörnbach     | 43.009 | +1.730 |                 |
| 8      | Canada Tyler Rorke Nick Wammes James Hedgcock                  | 43.905 | +2.626 |                 |
| Fonte: |                                                                |        |        |                 |

### Primo turno
| Batteria | Pos. | Nazione                                                        | Tempo  | Note |
| -------- | ---- | -------------------------------------------------------------- | ------ | ---- |
| 1        | 1    | Francia Florian Grengbo Sébastien Vigier Rayan Helal           | 42.376 | QB   |
| 1        | 2    | Giappone Kaiya Ota Yuta Obara Yoshitaku Nagasako               | 42.569 |      |
| 2        | 1    | Australia Matthew Glaetzer Matthew Richardson Leigh Hoffman    | 42.336 | QB   |
| 2        | 2    | Cina Guo Shuai Zhou Yu Liu Qi                                  | 42.635 |      |
| 3        | 1    | Gran Bretagna Jack Carlin Hamish Turnbull Ed Lowe              | 41.819 | QG   |
| 3        | 2    | Germania Maximilian Dörnbach Luca Spiegel Nik Schröter         | 42.348 |      |
| 4        | 1    | Paesi Bassi Roy van den Berg Harrie Lavreysen Jeffrey Hoogland | 41.191 | QG,  |
| 4        | 2    | Canada Nick Wammes Tyler Rorke James Hedgcock                  | 43.666 |      |
| Fonte:   |      |                                                                |        |      |

### Finali
| Pos.                      | Nazione                                                        | Tempo  | Note                              |
| ------------------------- | -------------------------------------------------------------- | ------ | --------------------------------- |
| Finale medaglia d'oro     |                                                                |        |                                   |
| Oro                       | Paesi Bassi Jeffrey Hoogland Harrie Lavreysen Roy van den Berg | 40.949 | Record mondiale · Record olimpico |
| Argento                   | Gran Bretagna Jack Carlin Ed Lowe Hamish Turnbull              | 41.814 |                                   |
| Finale medaglia di bronzo |                                                                |        |                                   |
| Bronzo                    | Australia Matthew Glaetzer Leigh Hoffman Matthew Richardson    | 41.597 |                                   |
| 4                         | Francia Florian Grengbo Rayan Helal Sébastien Vigier           | 41.993 |                                   |
| Finale quinto posto       |                                                                |        |                                   |
| 5                         | Giappone Yoshitaku Nagasako Yuta Obara Kaiya Ota               | 42.078 |                                   |
| 6                         | Germania Maximilian Dörnbach Nik Schröter Luca Spiegel         | 42.280 |                                   |
| Finale settimo posto      |                                                                |        |                                   |
| 7                         | Cina Guo Shuai Liu Qi Zhou Yu                                  | 42.532 |                                   |
| 8                         | Canada James Hedgcock Tyler Rorke Nick Wammes                  | 43.944 |                                   |
| Fonte:                    |                                                                |        |                                   |